# Park Won-soon
Đây là một tên người Triều Tiên, họ là Park.
Park Won-soon (tiếng Hàn Quốc: 박원순; 26 tháng 3 năm 1956 - 9 tháng 7 năm 2020) là một chính trị gia, nhà từ thiện, nhà hoạt động và luật sư người Hàn Quốc, từng là Thị trưởng Seoul từ năm 2011 cho đến khi ông qua đời vào tháng 7 năm 2020. Một thành viên của Đảng Dân chủ, ông được bầu lần đầu tiên vào năm 2011  và giành chiến thắng trong cuộc bầu cử lại vào năm 2014 và 2018.
Trước khi được bầu làm thị trưởng, Park là một nhà hoạt động xã hội và công bằng xã hội. Ông là thành viên của Ủy ban Sự thật và Hòa giải. Một nhà tài trợ chính trị được chú ý ở Seoul, Park đã quyên góp cho các tổ chức chính trị và nghĩ rằng những chiếc xe tăng ủng hộ các giải pháp cơ sở cho các vấn đề xã hội, giáo dục, môi trường và chính trị.

## Thời thơ ấu
Park sinh ngày 26 tháng 3 năm 1956, ở Changnyeong, Hàn Quốc. Anh theo học Trường trung học Kyunggi năm 1971 và tốt nghiệp năm 1974.
Lúc đầu, anh theo học cử nhân tại Đại học Quốc gia Seoul, tuy nhiên anh bị đuổi học và bị bắt trong bốn tháng vì một cuộc biểu tình mà anh ta nắm giữ trong quân đội chế độ độc tài của tổng thống Park Chung Hee. Sau đó anh có bằng cử nhân tại Đại học Dankook. Ông đã nhận bằng tốt nghiệp về Luật quốc tế tại Trường Kinh tế London tại Đại học London năm 1991.

## Cái chết
Park bị buộc tội vào ngày 8 tháng 7 năm 2020, với một số tội phạm quấy rối tình dục. Ngày hôm sau, anh ta được nghỉ ốm. Ông được nhìn thấy lần cuối vào khoảng giữa trưa ngày hôm đó.
Cuối ngày hôm đó, vào ngày 9 tháng 7 năm 2020, con gái của Park báo cáo anh ta mất tích ở quận Seongbuk của Seoul, báo cho chính quyền vào lúc 5:17 chiều giờ địa phương.  Điện thoại di động của ông đã được báo cáo đã tắt và con gái ông đã tìm thấy một ghi chú được mô tả là "giống như di chúc". Nhà chức trách bắt đầu sử dụng chó tìm kiếm và máy bay không người lái ở quận Seongbuk. Khoảng nửa đêm, thi thể của ông được tìm thấy gần Sukjeongmun ở phía bắc Seoul.